# Treaty of Traverse des Sioux

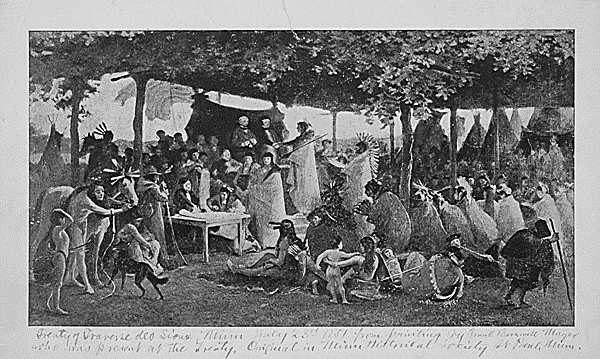
Gemälde von Frank Barnell Mayer

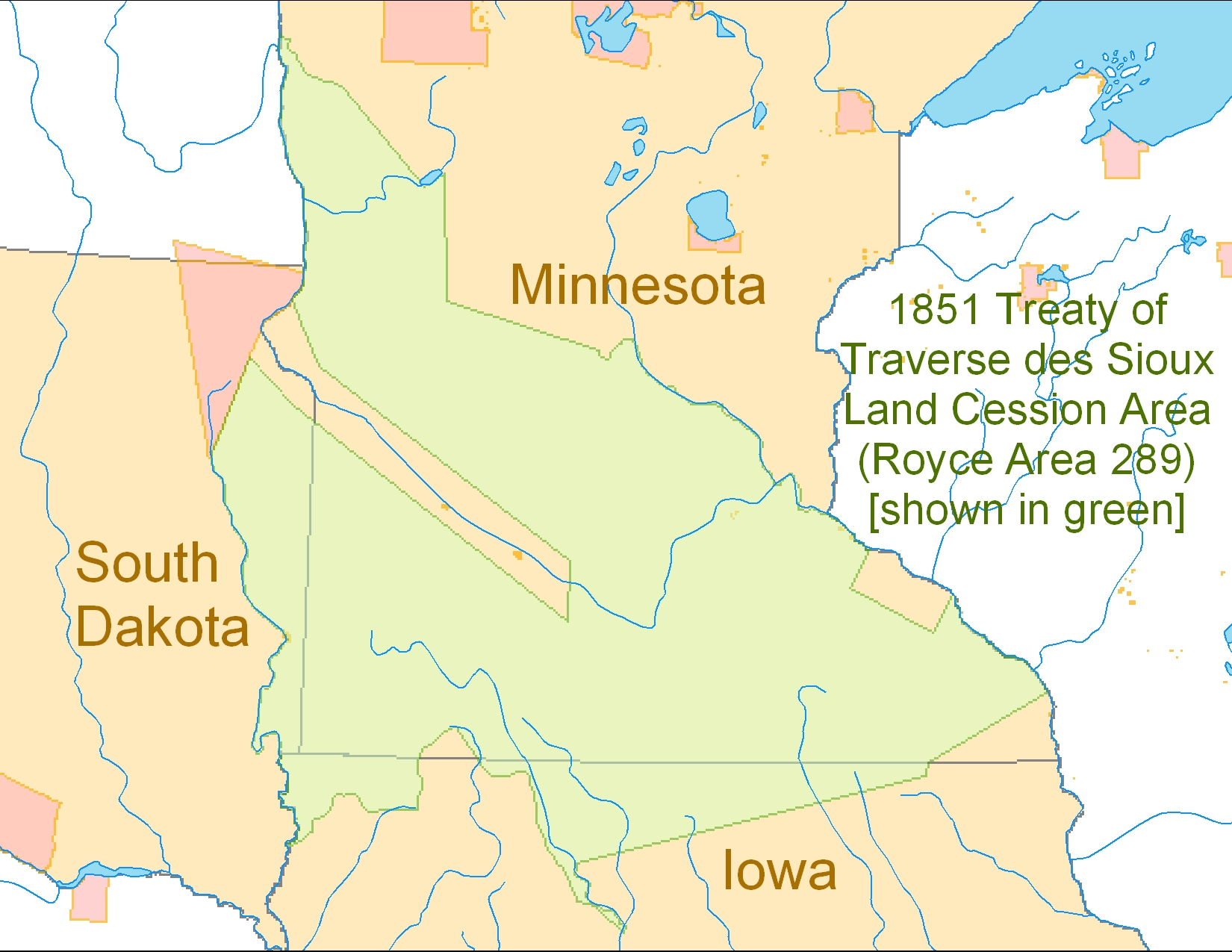
Karte mit den betroffenen Gebieten in Grün. Heutige Indianerreservate in Rot

Der Treaty of Traverse des Sioux war ein Vertrag zwischen der Regierung der Vereinigten Staaten von Amerika und den Wahpeton and Sisseton Gruppen der  Dakota Sioux  Indianern in den heutigen Bundesstaaten Iowa und Minnesota, welcher am 23. Juli 1851 unterzeichnet wurde. Mit diesem Vertrag gaben die Dakota einen Großteil ihres Gebietes in Iowa und Minnesota auf und verkauften das Land an die Vereinigten Staaten von Amerika für 1.665.000 Dollar. Der Vertrag wurde auf amerikanischer Seite von  Alexander Ramsey ausgearbeitet, dem ersten Gouverneur des neugeschaffenen Minnesota-Territoriums. Am 5. August 1851 traten die Indianer weitere Gebiete mit dem Treaty of Mendota an die Vereinigten Staaten ab. Insgesamt gaben die Indianer 24.000.000 acre (97.000 km²) Land auf. Sie reservierten für sich lediglich zwei Gebiete entlang des  Minnesota, die Upper Sioux Agency und die Lower Sioux Agency. Nach der Unterzeichnung der Verträge konnten weite Gebiete des südlichen Minnesota zur Besiedlung durch weiße Siedler freigegeben werden. Die Regierung verkaufte einen Acre für 1,25 Dollar. In den Verträgen war vereinbart worden, dass die Indianer jährlich 3 Cent pro Acre bekommen sollten. Doch die Verträge wurden nicht eingehalten. 1858 wurden die Reservate verkleinert, als Minnesota als Staat in die Vereinigten Staaten aufgenommen wurde. 1862 führten ausbleibende Zahlungen zum Sioux-Aufstand. Nach dem Aufstand wurden die Verträge von den Vereinigten Staaten einseitig gekündigt. Der Staat Minnesota setzte ein Kopfgeld von 25 Dollar für jeden Indianerskalp fest. Die Überlebenden des Aufstandes wurden nach South Dakota und Nebraska deportiert.